# کو یونگ-مین
کو یونگ-مین (انگلیسی: Ko Young-min؛ زادهٔ ۸ فوریهٔ ۱۹۸۴) بازیکن بیس‌بال اهل کره جنوبی است.